# Hit-Girl (personnage)
Pour les articles homonymes, voir Hit-Girl.
Hit-Girl (alias Mindy Macready) est un personnage fictif apparaissant dans la série Kick-Ass, publié par Panini France (Marvel Comics aux États-Unis). Ce personnage est créé par l'écrivain Mark Millar et l'artiste John Romita, Jr.. Elle est jeune mais est formée au combat et à la self-défense par son père Damon McCready (alias Big Daddy) dès son très jeune âge pour devenir une super-héroïne. Dans le comics, ce personnage est présenté comme personnage secondaire qui aide le protagoniste principal, Kick-Ass. Au cinéma, ce personnage est interprété par Chloë Grace Moretz dans Kick-Ass et Kick-Ass 2.

## Bande dessinée
Le personnage Hit-Girl apparaît dans les comics Kick-Ass, Kick-Ass 2, Kick-Ass 3. Ce personnage est également présent dans son propre comics, Hit-Girl où elle fait alliance avec Kick-Ass, mais où on va également suivre de plus près sa vie de lycéenne.

## Biographie
Mindy Macready a eu une enfance très dure car son père, policier, a fini en prison sans être coupable de quoi que ce soit, laissant ainsi la mère de Mindy enceinte de celle-ci. La mère décédera en donnant naissance à Mindy, et lorsque son père sort de prison, celui-ci commence à préparer sa vengeance, envers ceux qui ont permis sa condamnation, en entraînant sa fille au combat et à la self-défense. Son père, quant à lui, se fera tuer sur le terrain, laissant Mindy à la charge d'un ami de son père, le sergent Marcus Williams.

## Films
Le personnage de Hit-Girl, interprété par Chloë Moretz, apparaît dans les films Kick-Ass, sorti en 2010, et Kick-Ass 2, sorti en 2013.